# Bosnasco
Bosnasco là một đô thị ở tỉnh Pavia trong vùng Lombardia của Ý, có cự ly khoảng 45 km về phía đông nam của Milan và khoảng 20 km về phía đông nam của Pavia. Tại thời điểm ngày 31 tháng 12 năm 2004, đô thị này có dân số 616 người và diện tích là 4,8 km².
Bosnasco giáp các đô thị sau: Arena Po, Castel San Giovanni, Montù Beccaria, San Damiano al Colle, Zenevredo.